# Gnorimosphaeroma noblei
Gnorimosphaeroma noblei är en kräftdjursart som beskrevs av Menzies 1954. Gnorimosphaeroma noblei ingår i släktet Gnorimosphaeroma och familjen klotkräftor. Inga underarter finns listade i Catalogue of Life.